# 11138 Hotakadake
11138 Hotakadake è un asteroide della fascia principale. Scoperto nel 1996, presenta un'orbita caratterizzata da un semiasse maggiore pari a 2,5785617 UA e da un'eccentricità di 0,1654728, inclinata di 7,91903° rispetto all'eclittica.